# Pico en het Geheim van de Gouden Tempel
Pico en het Geheim van de Gouden Tempel (oorspronkelijke titel: Die Abenteuer von Pico und Columbus) is een animatiefilm uit 1992. De film werd geproduceerd door MS-Films, Bavaria Film en ZDF in Duitsland. Het verhaal van de film is gebaseerd op de waargebeurde reis van de ontdekkingsreiziger Christoffel Columbus, die in 1492, precies 500 jaar voor het uitbrengen van de film, Amerika ontdekte.

## Verhaal
Pico de houtworm beleeft de reis van zijn leven wanneer hij de ontdekkingsreiziger Christoffel Columbus ontmoet, Pico mag samen met Columbus dan mee op ondekkingsreis, Pico komt ondertussen ook nog het vuurvliegje Marilyn tegen op wie hij op slag verliefd wordt, Marilyn wordt opeens plotseling ontvoerd door de boze zwerm en Pico gaat dan samen met Columbus naar het westen en ontdekken ze Amerika om Marilyn te redden en gaan ze ook op zoek naar de schat van de gouden tempel.

## Rolverdeling
| Personage            | Duitse stem      | Engelse stem       | Nederlandse stem      |
| -------------------- | ---------------- | ------------------ | --------------------- |
| Pico                 | Jens Wawrczeck   | Corey Feldman      | Carlo Boszhard        |
| Christopher Columbus | Michael Habeck   | Dom DeLuise        | Herbert Flack         |
| Marilyn              | Katja Nottke     | Irene Cara         | Irene Moors           |
| Koning Ferdinand     | Christian Schult | Dan Haggerty       | Joop Doderer          |
| Koningin Isabella    | Beate Hasenau    | Samantha Eggar     | Loes Luca             |
| De Zeemeeuw          | ?                | James Knapp        | Johnny Kraaijkamp jr. |
| De Dikke Rat         | ?                | Ted Prior          | Stan Limburg          |
| De Slanke Rat        | ?                | Brett Baxter Clark | Fred Meijer           |
| Bob de Bever         | Lutz Mackensy    | Campbell Morton    | Just Meijer           |
| De Zwerm             | Eric Vaessen     | Dan Haggerty       | Hero Muller           |
| Verteller            | Hans Paetsch     | Mickey Rooney      | Frederik de Groot     |